# شون ایتو
شون ایتو (انگلیسی: Shun Ito؛ زادهٔ ۲۹ اکتبر ۱۹۸۷) بازیکن فوتبال اهل ژاپن است.